# 海因里希·宾廷
海因里希·宾廷（德語：Heinrich Bünting，1545年—1606年12月30日）是德国一名新教牧师和神学家。他最广为人知的事迹是在1581年出版了木刻地图书《圣经旅行书（Itinerarium Sacrae Scripturae）》。

## 个人简历
海因里希·宾廷于1545年出生在德国的汉诺威。他后来进入维滕贝格大学学习神学并于1569年毕业。毕业后，宾廷被任命成为莱姆戈的新教牧师。1575年，宾廷被解雇并搬家至格罗瑙。1591年，宾廷被任命为戈斯拉尔的教育长。1600年，当宾廷的教义发生争议时，他被再次解雇并从牧师职务上退休。此后他作为普通人在汉诺威度过余生。
海因里希·宾廷于1606年12月30日逝世。

## 作品概况
海因里希·宾廷的木刻地图集《圣经旅行书（Itinerarium Sacrae Scripturae）》于1581在马格德堡首次出版。此地图集在出版后便畅销一时，并且在后来多次重印和被翻译成多种语言。
这本书提供了最完整的《圣经》地理概述，并通过跟踪《旧约》和《新约》中多个著名人物的旅行经历来阐述圣地。
除了常规地图外，本书还包含三幅图形地图：三叶草状世界地图，这副地图反映了当时人们的以耶路撒冷为中心三位一体世界观；头戴王冠并身着长袍女子状的欧洲地图和拥有飞翼的飞马状亚洲地图。